# Durbuy
Durbuy (en való Derbu) és un municipi belga de la província de Luxemburg a la regió valona, regat per l'Ourthe.

## Seccions
El municipi de Durbuy fou creat el 1977 de la fusió dels següents municipis:
- Barvaux

- Verlaine-sur-Ourthe

- Bende
- Bomal
- Borlon
- Durbuy
- Grandhan
- Heyd
- Izier
- Septon
- Tohogne
- Villers-Sainte-Gertrude
- Wéris

## Galeria d'imatges

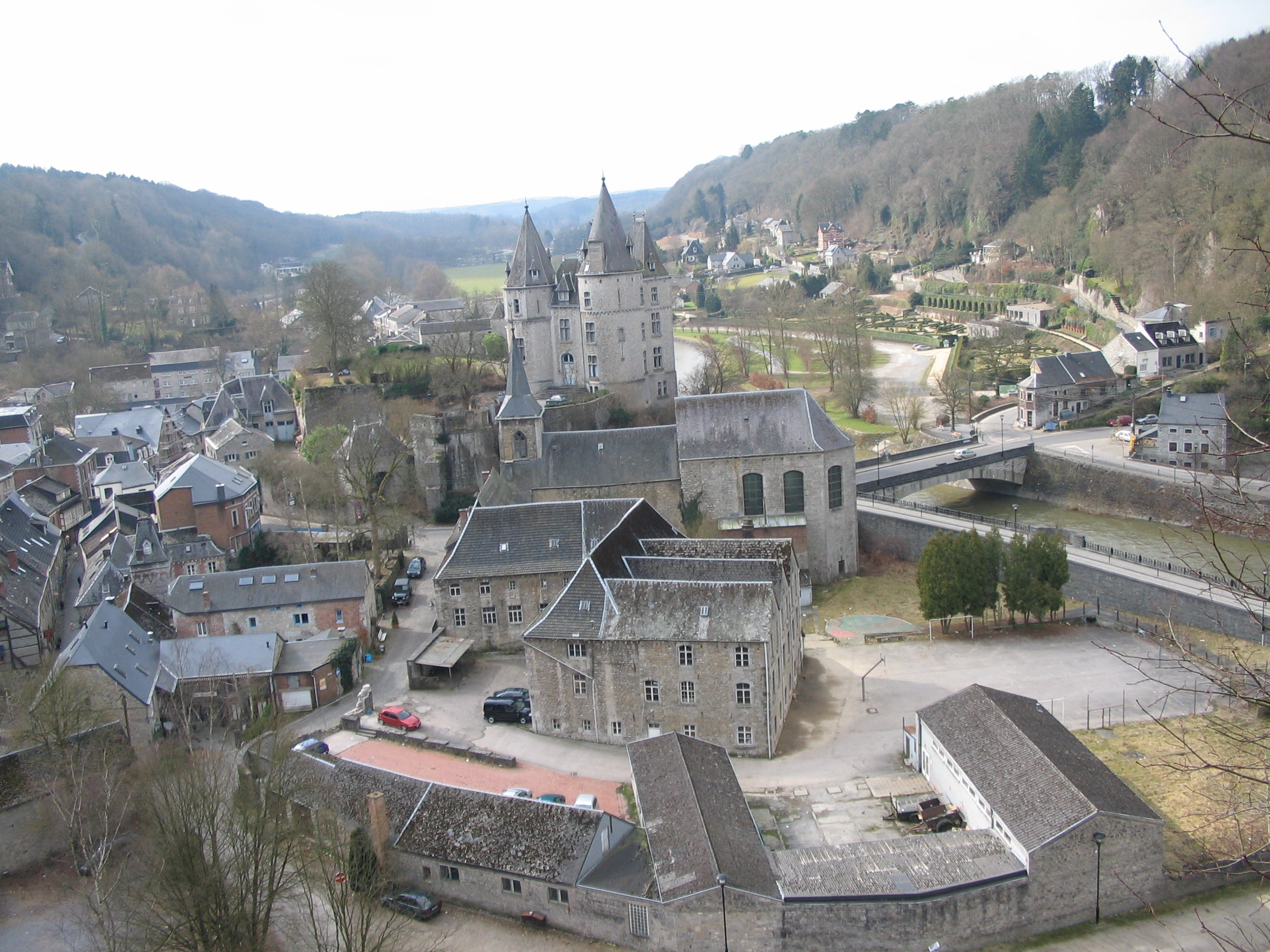
La ciutat i el castell
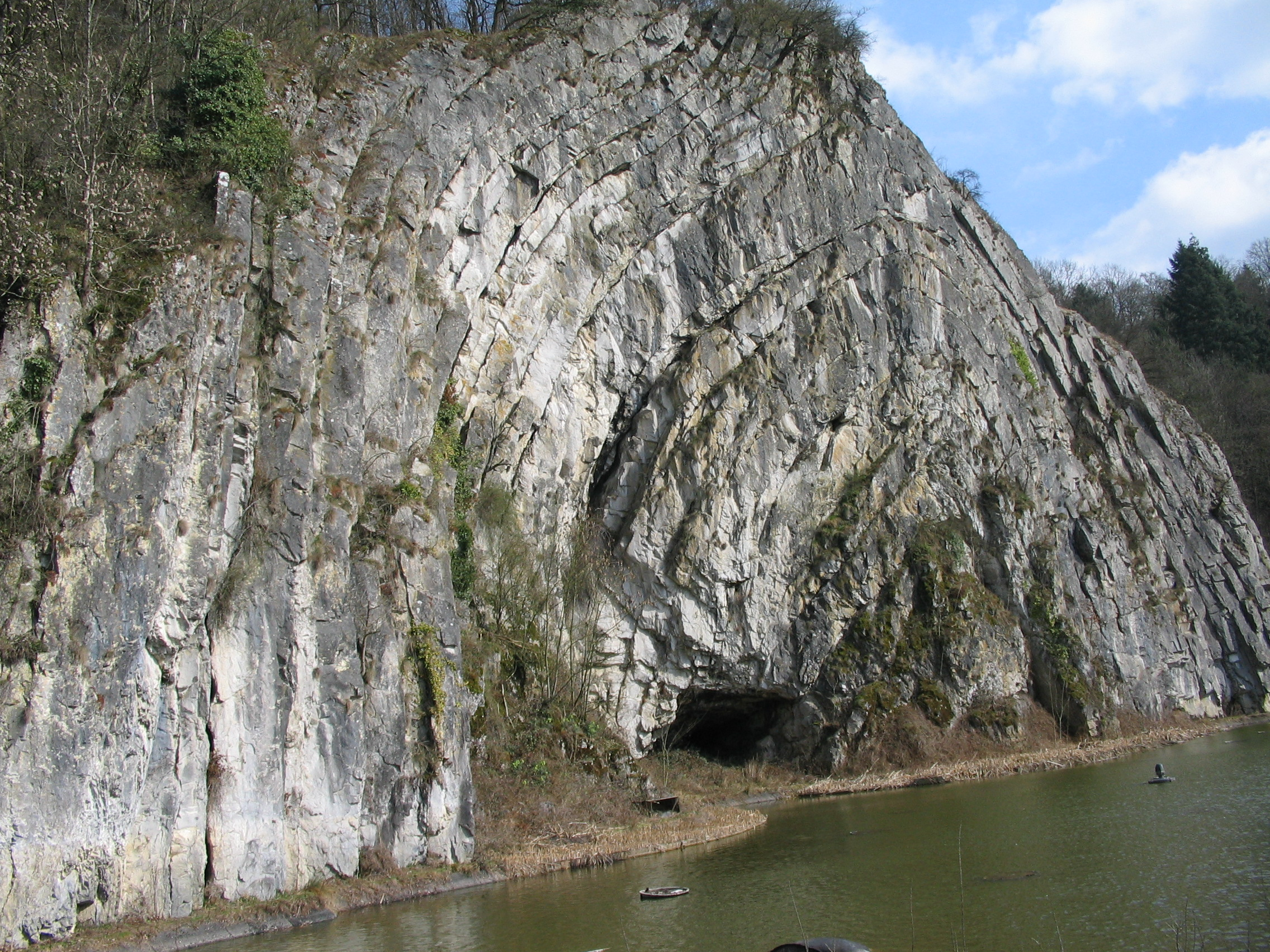
Falaise bordant la vila.
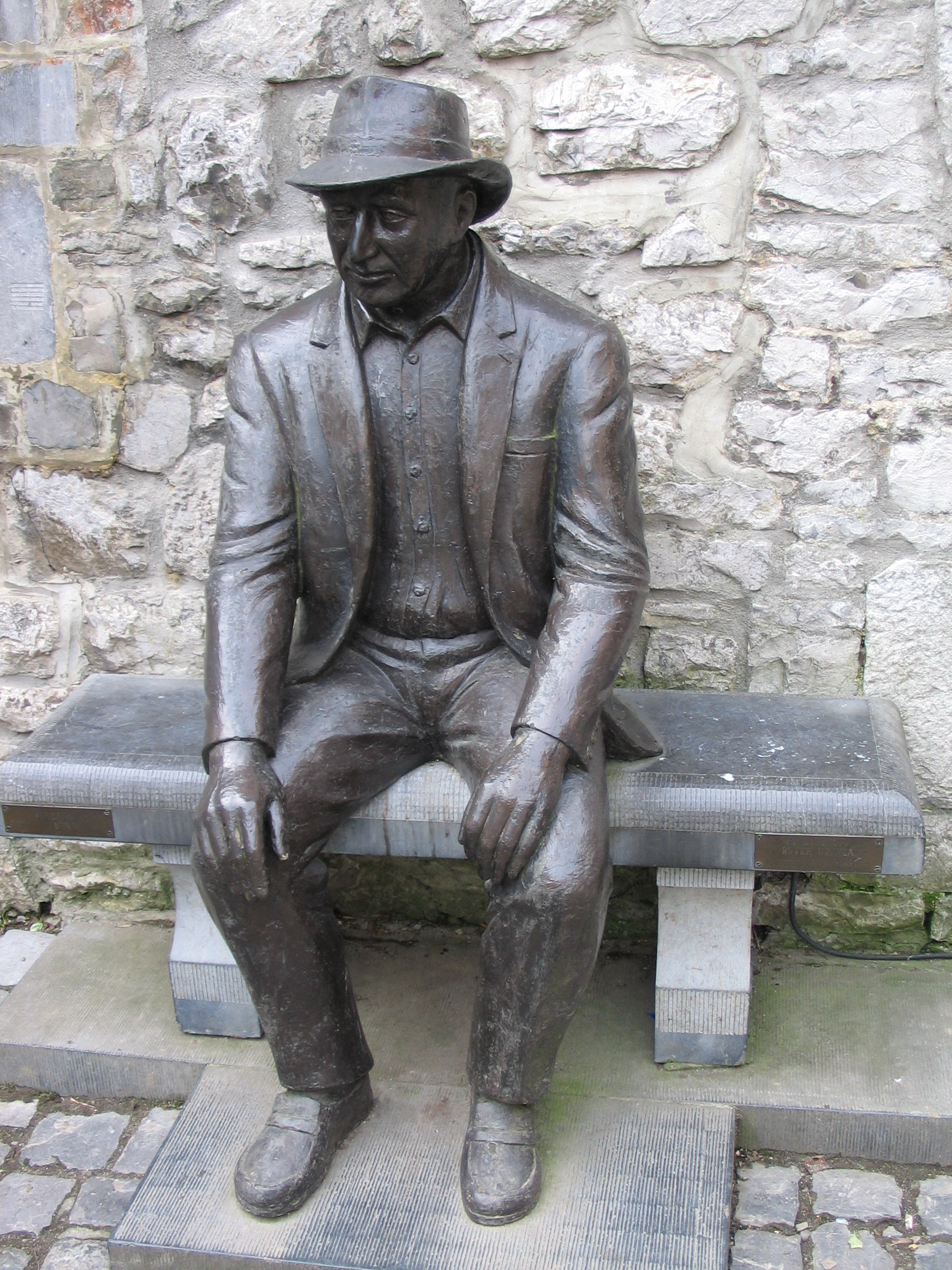
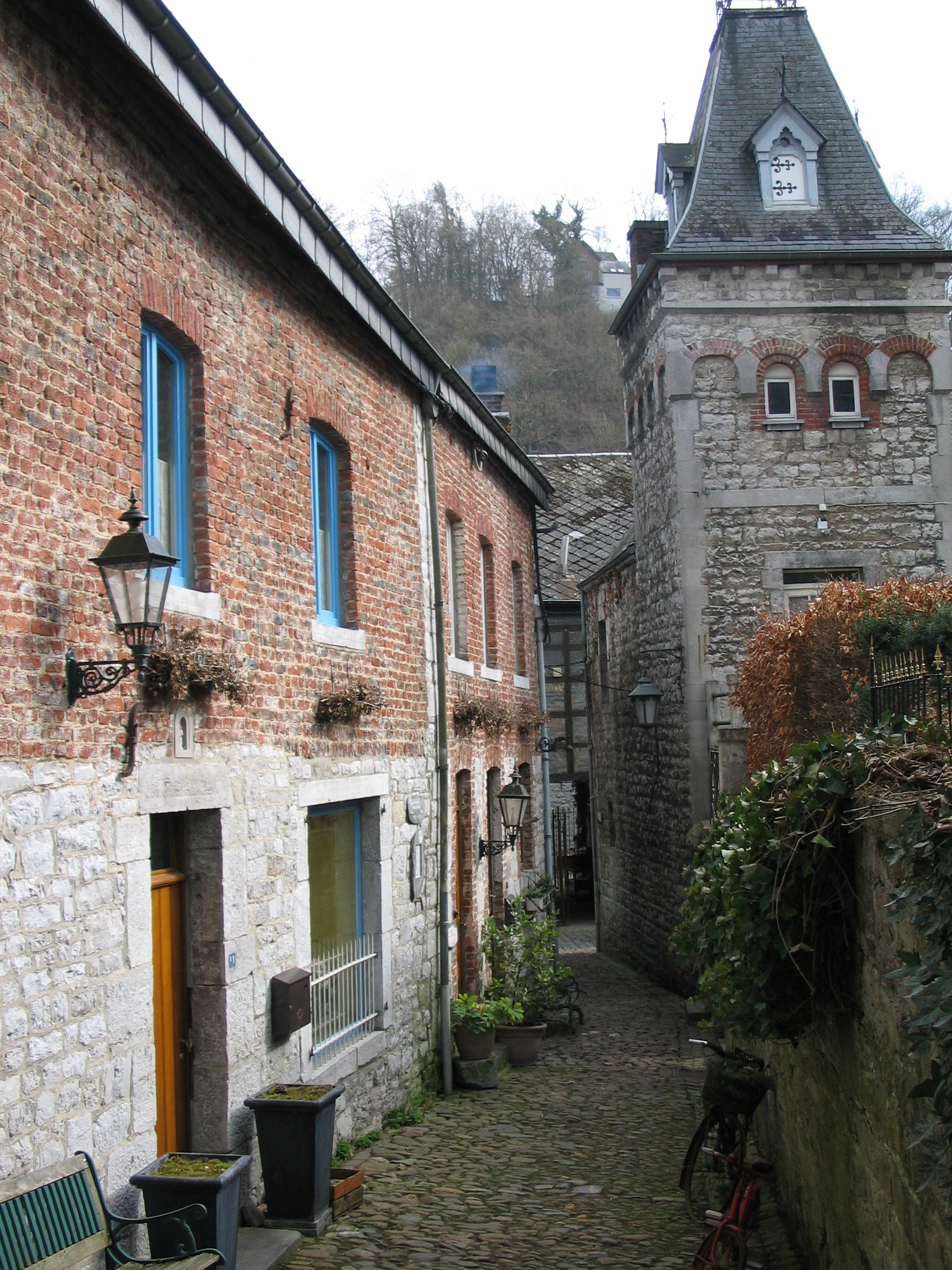
Carrer

## Viles agermanades
- Tvrdošín, Eslovàquia